# Divizia B 1954
Divizia B 1954 a fost al 15-lea sezon al celui de-al doilea nivel al sistemului de ligi ale fotbalului românesc.

## Formatul
Formatul a fost schimbat la trei serii, fiecare dintre ele având 13 echipe. La sfârșitul sezonului, câștigătorii seriei au promovat în Divizia A și ultimele două locuri din fiecare serie au retrogradat în Campionatul Districtual. Acesta a fost al cincilea sezon jucat în sistemul primăvară-toamnă, sistem impus de noua conducere a țării care avea legături strânse cu Uniunea Sovietică.

## Schimbări de echipe
| În Divizia B Promovate din District Constructorul Arad Constructorul Craiova Dinamo 6 București Dinamo Galați Flamura Roșie Buhuși Flamura Roșie Cluj Locomotiva Constanța Locomotiva Pașcani Metalul Ploiești Metalul Tractorul Spartac Burdujeni Spartac Focșani Retrogradate din Divizia A — | Din Divizia B Retrogradate în District Șantierul Constanța Promovate în Divizia A Flacăra Ploiești Metalul Hunedoara Metalul Câmpia Turzii |

### Echipe excluse
CA Câmpulung Moldovenesc, CA Cluj și CA Craiova au fost excluse din campionat. Echipele armatei (CA) au fost desființate în vara anului 1953, cu excepția CCA București.

### Echipe înscrise
Voința București, care era de fapt, naționala de tineret a României, a fost înscrisă direct în divizia a doua.

### Echipe redenumite
Flamura Roșie Pitești a fost redenumită Flacăra Pitești.
Libertatea Sibiu a fost redenumită Progresul Sibiu.

### Alte echipe
Dinamo Turnu Măgurele a fost mutat din Turnu Măgurele în Bârlad și redenumit ca Dinamo Bârlad.

## Clasamentele ligii

### Seria I
| Loc | Echipa                        | MJ | V  | E  | Î  | GM | GP | DG  | Pct | Promovare sau retrogradare |
| --- | ----------------------------- | -- | -- | -- | -- | -- | -- | --- | --- | -------------------------- |
| 1   | Progresul FB București (C, P) | 24 | 15 | 7  | 2  | 50 | 18 | +32 | 37  | Promovare în Divizia A     |
| 2   | Progresul Sibiu               | 24 | 12 | 6  | 6  | 34 | 22 | +12 | 30  |                            |
| 3   | Voința București              | 24 | 9  | 12 | 3  | 32 | 25 | +7  | 30  |                            |
| 4   | Metalul Steagul Roșu          | 24 | 10 | 9  | 5  | 46 | 34 | +12 | 29  |                            |
| 5   | Flamura Roșie Sfântu Gheorghe | 24 | 10 | 7  | 7  | 31 | 25 | +6  | 27  |                            |
| 6   | Flacăra Moreni                | 24 | 7  | 11 | 6  | 31 | 33 | −2  | 25  |                            |
| 7   | Metalul Tractorul             | 24 | 9  | 6  | 9  | 31 | 33 | −2  | 24  |                            |
| 8   | Metalul Câmpina               | 24 | 9  | 5  | 10 | 39 | 39 | 0   | 23  |                            |
| 9   | Metalul București             | 24 | 7  | 6  | 11 | 35 | 35 | 0   | 20  |                            |
| 10  | Locomotiva Craiova            | 24 | 7  | 5  | 12 | 29 | 35 | −6  | 19  |                            |
| 11  | Locomotiva Turnu Severin      | 24 | 5  | 9  | 10 | 32 | 43 | −11 | 19  |                            |
| 12  | Flacăra Pitești (R)           | 24 | 5  | 8  | 11 | 20 | 30 | −10 | 18  | Retrogradare în District   |
| 13  | Constructorul Craiova (R)     | 24 | 2  | 7  | 15 | 18 | 56 | −38 | 11  | Retrogradare în District   |

### Seria II
| Loc | Echipa                 | MJ | V  | E | Î  | GM | GP | DG  | Pct | Promovare sau retrogradare |
| --- | ---------------------- | -- | -- | - | -- | -- | -- | --- | --- | -------------------------- |
| 1   | Avântul Reghin (C, P)  | 24 | 12 | 7 | 5  | 35 | 20 | +15 | 31  | Promovare în Divizia A     |
| 2   | Flacăra Mediaș         | 24 | 11 | 6 | 7  | 29 | 19 | +10 | 28  |                            |
| 3   | Flamura Roșie Cluj     | 24 | 11 | 6 | 7  | 36 | 27 | +9  | 28  |                            |
| 4   | F.C. Baia Mare         | 24 | 12 | 4 | 8  | 36 | 30 | +6  | 28  |                            |
| 5   | Locomotiva Cluj        | 24 | 10 | 6 | 8  | 33 | 26 | +7  | 26  |                            |
| 6   | Minerul Lupeni         | 24 | 8  | 9 | 7  | 32 | 29 | +3  | 25  |                            |
| 7   | Metalul Reșița         | 24 | 10 | 4 | 10 | 26 | 22 | +4  | 24  |                            |
| 8   | Locomotiva Arad        | 24 | 9  | 5 | 10 | 21 | 31 | −10 | 23  |                            |
| 9   | Dinamo 6 București     | 24 | 8  | 6 | 10 | 28 | 35 | −7  | 22  |                            |
| 10  | Progresul Satu Mare    | 24 | 8  | 6 | 10 | 24 | 28 | −4  | 22  |                            |
| 11  | Metalul Oradea         | 24 | 7  | 7 | 10 | 14 | 25 | −11 | 21  |                            |
| 12  | Constructorul Arad (R) | 24 | 7  | 6 | 11 | 25 | 28 | −3  | 20  | Retrogradare în District   |
| 13  | Locomotiva Oradea (R)  | 24 | 6  | 2 | 16 | 20 | 39 | −19 | 14  | Retrogradare în District   |

### Seria III
| Loc | Echipa                      | MJ | V  | E  | Î  | GM | GP | DG  | Pct | Promovare sau retrogradare |
| --- | --------------------------- | -- | -- | -- | -- | -- | -- | --- | --- | -------------------------- |
| 1   | Locomotiva Constanța (C, P) | 24 | 16 | 6  | 2  | 50 | 21 | +29 | 38  | Promovare în Divizia A     |
| 2   | Dinamo Bacău                | 24 | 15 | 5  | 4  | 47 | 21 | +26 | 35  |                            |
| 3   | Locomotiva Iași             | 24 | 12 | 5  | 7  | 43 | 23 | +20 | 29  |                            |
| 4   | Flamura Roșie Bacău         | 24 | 10 | 8  | 6  | 31 | 22 | +9  | 28  |                            |
| 5   | Flamura Roșie Buhuși        | 24 | 10 | 5  | 9  | 32 | 32 | 0   | 25  |                            |
| 6   | Metalul Ploiești            | 24 | 11 | 2  | 11 | 31 | 32 | −1  | 24  |                            |
| 7   | Spartac Burdujeni           | 24 | 8  | 7  | 9  | 29 | 38 | −9  | 23  |                            |
| 8   | Dinamo Bârlad               | 24 | 6  | 9  | 9  | 34 | 35 | −1  | 21  |                            |
| 9   | Știința Iași                | 24 | 5  | 10 | 9  | 27 | 34 | −7  | 20  |                            |
| 10  | Spartac Focșani             | 24 | 6  | 7  | 11 | 25 | 34 | −9  | 19  |                            |
| 11  | Dinamo Galați               | 24 | 7  | 5  | 12 | 20 | 39 | −19 | 19  |                            |
| 12  | Locomotiva Pașcani (R)      | 24 | 5  | 6  | 13 | 26 | 47 | −21 | 16  | Retrogradare în District   |
| 13  | Metalul Brăila (R)          | 24 | 4  | 7  | 13 | 25 | 42 | −17 | 15  | Retrogradare în District   |